# Jade Otway
Jade Otway (* 11. Juni 2003 in Blenheim) ist eine neuseeländische Tennisspielerin.

## Karriere
Otway spielt vorrangig Turniere auf der ITF Junior Tour und der ITF Women’s World Tennis Tour, wo sie bisher aber noch keinen Titel gewinnen konnte.
2019 gewann sie die nationalen Meisterschaften der U18 im Doppel und 2020 im Einzel.
Im Dezember 2022 erreichte sie das Finale im Dameneinzel des mit 15.000 US-Dollar dotierten ITF-Turniers in Wellington, wo sie mit 3:6 und 3:6 gegen Vivian Yang verlor.
2023 erhielt sie zusammen mit ihrer Partnerin Mercedes Aristegui eine Wildcard für das Hauptfeld im Damendoppel der mit 80.000 US-Dollar dotierten Christus Health Pro Challenge, wo die beiden aber knapp in drei Sätzen bereits in der ersten Runde gegen die an Position zwei gesetzten Anna Rogers und Alana Smith mit 7:67, 1:6 und [5:10] verloren.
2024 erhielt sie eine Wildcard für die Qualifikation zum Hauptfeld im Dameneinzel der ASB Classic, ihrem ersten Turnier der WTA Tour, wo sie sich aber gegen die in der Qualifikation an Position neun gesetzte Carole Monnet mit 3:6 und 3:6 geschlagen geben musste. Für das Damendoppel erhielt sie zusammen mit ihrer Partnerin Lulu Sun ebenfalls eine Wildcard. Die beiden gewannen ihr Auftaktmatch gegen Monique Barry und Elyse Tse mit 6:3 und 6:2, mussten sich dann aber im Viertelfinale der Paarung Jessika Ponchet und Anna Sisková mit 5:7 und 3:6 geschlagen geben.
Seit 2023 spielt Otway für die Neuseeländische Billie-Jean-King-Cup-Mannschaft, wo sie in bislang sechs Begegnungen eine Bilanz von sieben Siegen und zwei Niederlagen hat, davon vier Siege im Einzel und drei im Doppel bei je einer Niederlage in Einzel und Doppel.

### College Tenis
Jade Otway spielt seit der Saison 2021 für die Damentennismannschaft der Horned Frogs der Texas Christian University (TCU).

## Auszeichnungen
- 2020 New Zealand’s junior female player of the year[6]
- 2023 NIT (national invitational tournament) MVP winner[6]

## Persönliches
Vor der TCU besuchte jade Otway die Samuel Marsden Collegiate School.